# Miskolc-Gömöri pályaudvar
Miskolc-Gömöri pályaudvar (česky Miškovec-Gemerské nádraží) je železniční stanice v maďarském městě Miškovec, které se nachází v župě Borsod-Abaúj-Zemplén. Stanice byla otevřena v roce 1899.

## Historie
Stanice byla otevřena roku 1899 a byla pojmenována po slovenském regionu Gemer (maďarsky Gömör). Samotná trať procházející stanicí byla otevřena již v roce 1871 a vedla ze slovenského Fiľakova přes Bánréve do Miškovce.

## Provozní informace
Stanice má celkem 1 nástupiště a 2 nástupní hrany. Ve stanici je možnost zakoupení si jízdenky a je elektrizovaná střídavým proudem 25 kV, 50 Hz. Provozuje ji společnost MÁV.

## Doprava
Stanice je druhou nejdůležitější stanicí ve městě. Zastavují zde osobní vlaky do Ózdu, Tornanádasky a Miškovce.

## Tratě
Stanicí prochází tyto tratě:
- Miškovec–Bánréve–Ózd (MÁV 92)
- Miškovec–Sajóecseg–Tornanádaska (MÁV 94)

## Galerie

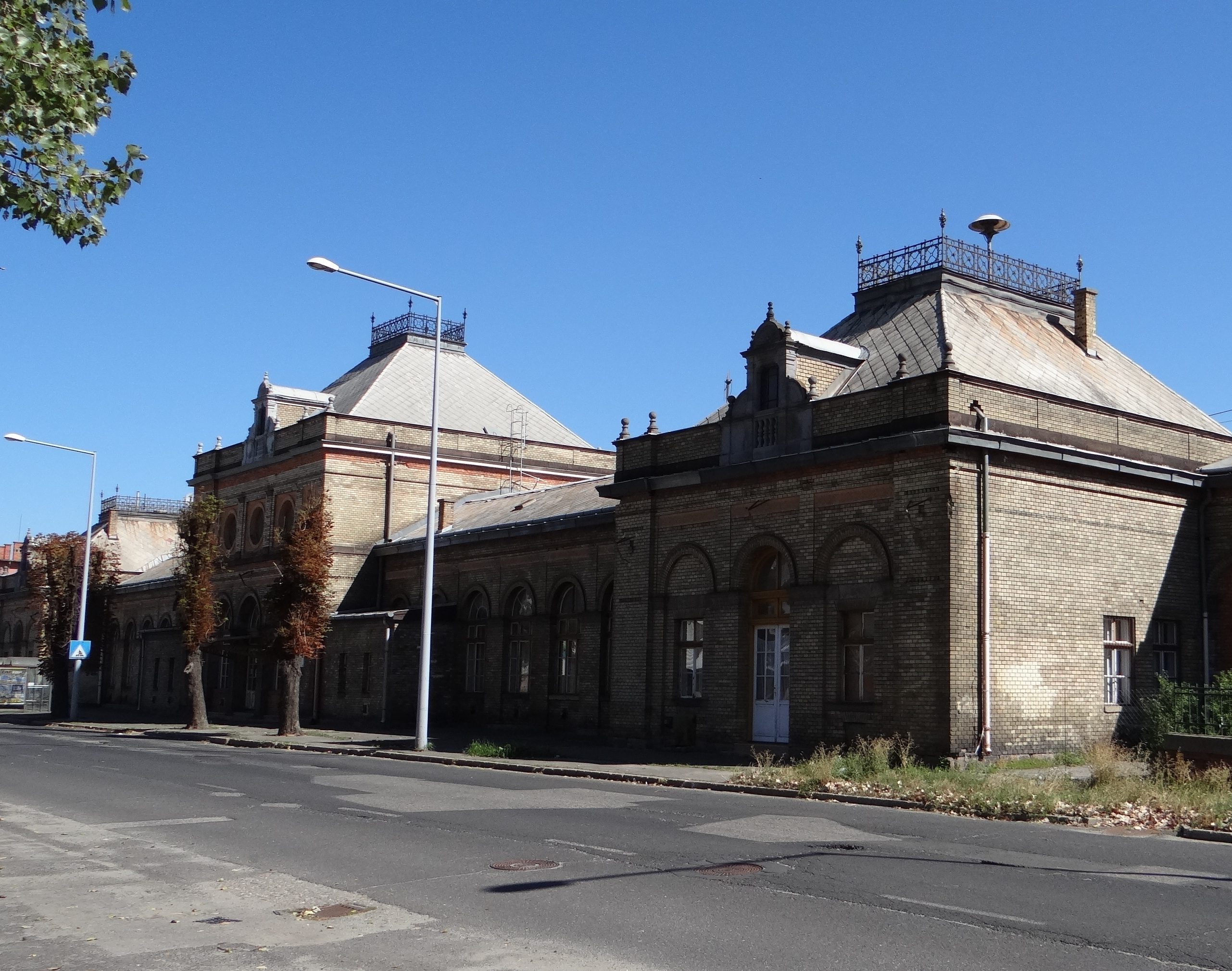
Pohled na staniční budovu.
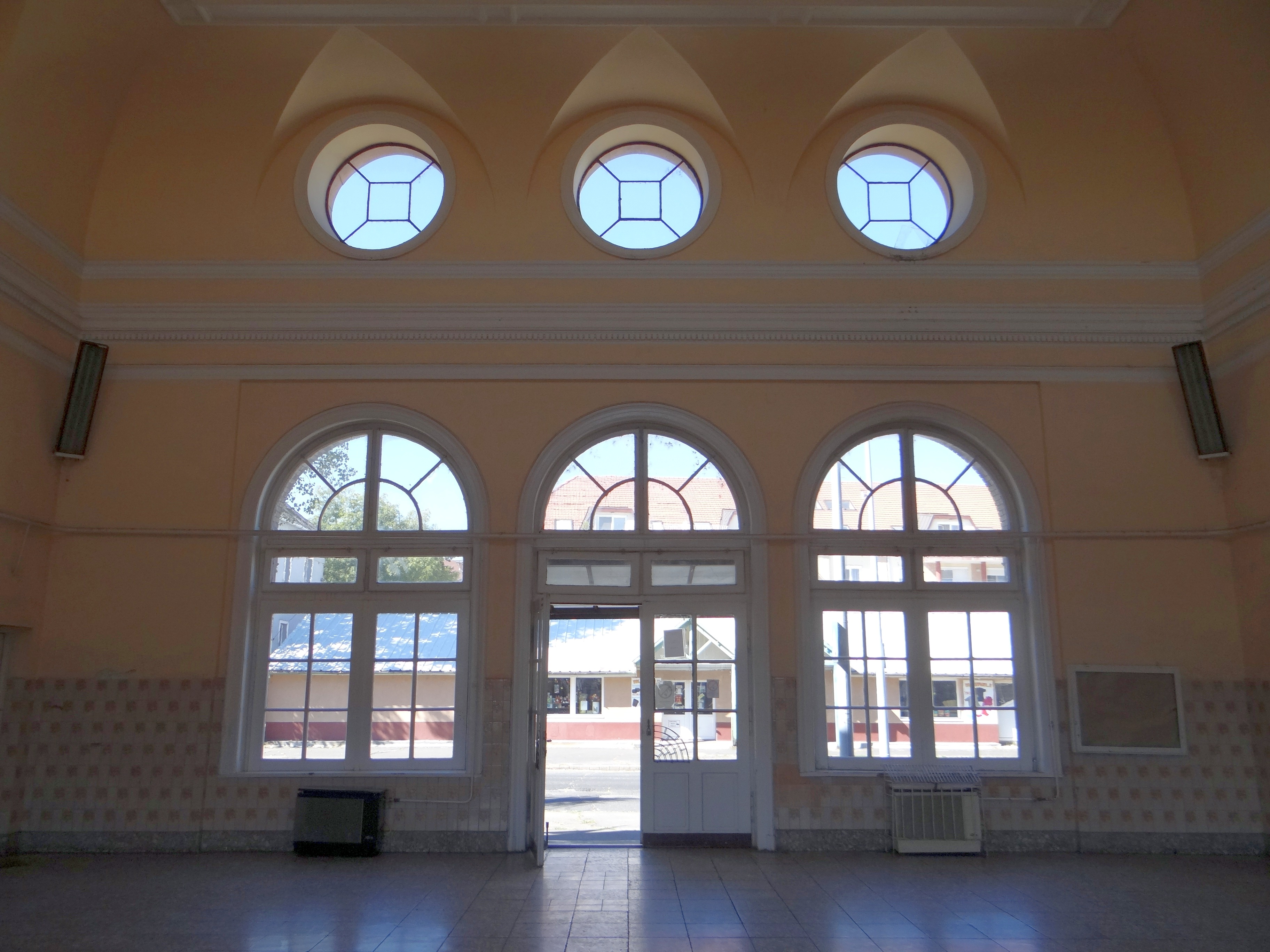
Interiér staniční budovy.